# Wemaarskappel
Wemaarskappel (officieel: Wemaers-Cappel, lokaal: Blaeuwkappel) is een gemeente in de Franse Westhoek, in het Franse Noorderdepartement. De gemeente ligt in Frans-Vlaanderen in de streek het Houtland. Wemaarskappel grenst aan de gemeenten Zermezele, Hardefoort, Kassel, Zuidpene, Ochtezele en Arneke. De gemeente heeft ruim 250 inwoners.

## Geschiedenis
Wemaarskappel is een klein dorpje aan de westkant van de Kasselberg. Het grondgebied van Wemaarskappel ligt tussen de tracés van twee oude Romeinse heerbanen, te weten de heerbaan van Kassel richting het noorden naar de Noordzee en de heerbaan van Kassel richting het westen naar Waten en Boulogne.
Wemaarskappel werd voor het eerst vermeld in 1183, als Wemardi Capella, een combinatie van een persoonsnaam en een kapel. De bevolking sprak zeker vanaf 1655 van Blauwkapel, vanwege de blauwe leien op het kerkdak.

## Bezienswaardigheden
- De Sint-Maartenskerk (Église Saint-Martin)

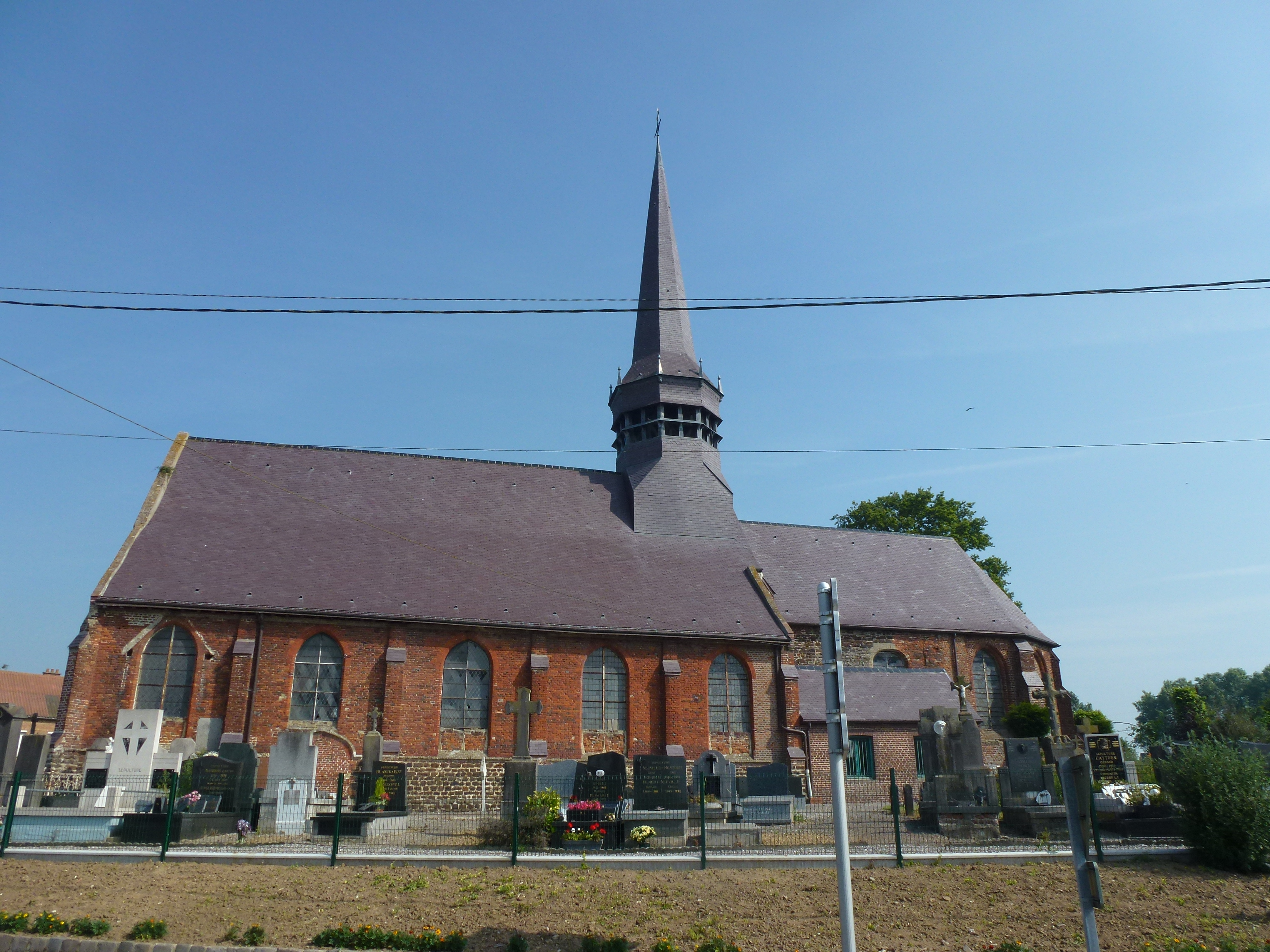
De Sint-Maartenskerk
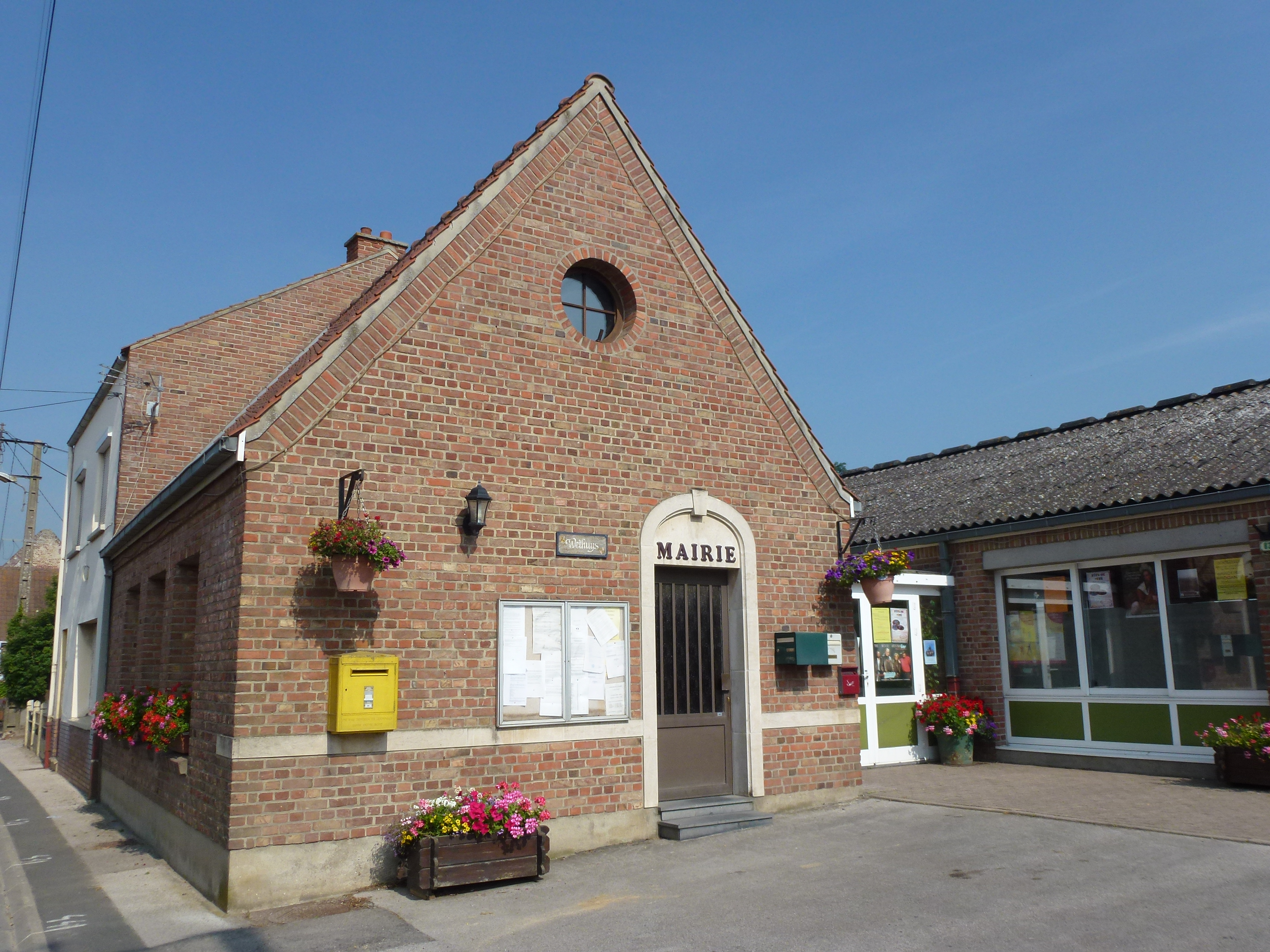
Het gemeentehuis van Wemaarskappel

## Natuur en landschap
Wemaarskappel ligt in het Houtland op een hoogte van 30-75 meter. De dorpskern ligt op 37 meter hoogte.

## Demografie
Onderstaande figuur toont het verloop van het inwonertal (bron: INSEE-tellingen).

## Nabijgelegen kernen
Kassel, Hardefoort, Zermezele, Arneke, Ochtezele, Zuidpene
Arneke · Bambeke · Bavinkhove · Bissezele · Bollezele · Broksele · Buisscheure · Ekelsbeke · Eringem · Hardefoort · Herzele · Holke · Hondschote · Hooimille · Houtkerke · Killem · Krochte · Kwaadieper · Lederzele · Ledringem · Merkegem · Millam · Nieuwerleet · Noordpene · Ochtezele · Oostkappel · Oudezele · Rekspoede · Rubroek · Sint-Momelijn · Soks · Steenvoorde · Terdegem · Volkerinkhove · Warrem · Waten · Wemaarskappel · Westkappel · Wilder · Winnezele · Wormhout · Wulverdinge · Zegerskappel · Zermezele · Zuidpene
Armboutskappel · Arneke · Bambeke · Bavinkhove · Belle · Berten · Bieren · Bissezele · Blaringem · Boeschepe · Boezegem · Bollezele · Borre · Bray-Dunes · Broekburg · Broekkerke · Broksele · Buisscheure · Drinkam · Duinkerke · Ebblingem · Eke · Ekelsbeke · Eringem · Gijvelde · Godewaarsvelde · La Gorgue · Grand-Fort-Philippe · Grevelingen · Groot-Sinten · Hardefoort · Haverskerke · Hazebroek · Herzele · Holke · Hondegem · Hondschote · Hooimille · Houtkerke · Kaaster · Kapelle · Kapellebroek · Kassel · Killem · Kraaiwijk · Krochte · Kwaadieper · Lederzele · Ledringem · Leffrinkhoeke · Linde · Loberge · Loon · Meregem · Merkegem · Merris · Meteren · Millam · Moerbeke · Niepkerke · Nieuw-Berkijn · Nieuw-Koudekerke · Nieuwerleet · Noordpene · Ochtezele · Okselare · Oostkappel · Oud-Berkijn · Oudezele · Pitgam · Pradeels · Rekspoede · Rubroek · Ruisscheure · Sint-Janskappel · Sint-Joris · Sint-Mariakappel · Sint-Momelijn · Sint-Pietersbroek · Sint-Silvesterkappel · Sint-Winoksbergen · Soks · Spijker · Stapel · Steenbeke · Steenvoorde · Steenwerk · Stegers · Stene · Strazele · Terdegem · Téteghem-Coudekerque-Village · Tienen · Uksem · Vleteren · Volkerinkhove · Waalskappel · Warrem · Waten · Wemaarskappel · Westkappel · Wilder · Winnezele · Wormhout · Wulverdinge · Zegerskappel · Zerkel · Zermezele · Zoeterstee · Zuidkote · Zuidpene
1. ↑  Populations de référence 2022.